# Näshöjden
Näshöjden (finska: Niemenmäki) är en till ytan liten stadsdel i Helsingfors stad och en del av Munksnäs distrikt. 
Näshöjden består av höghus byggda på 1960-talet. Det av Heikki Castrén ritade Pohjolas huvudkontor stod klart i Näshöjden år 1969. Näshöjdens gräns i väster är den livligt trafikerade Hoplaksvägen. 

## Bildgalleri

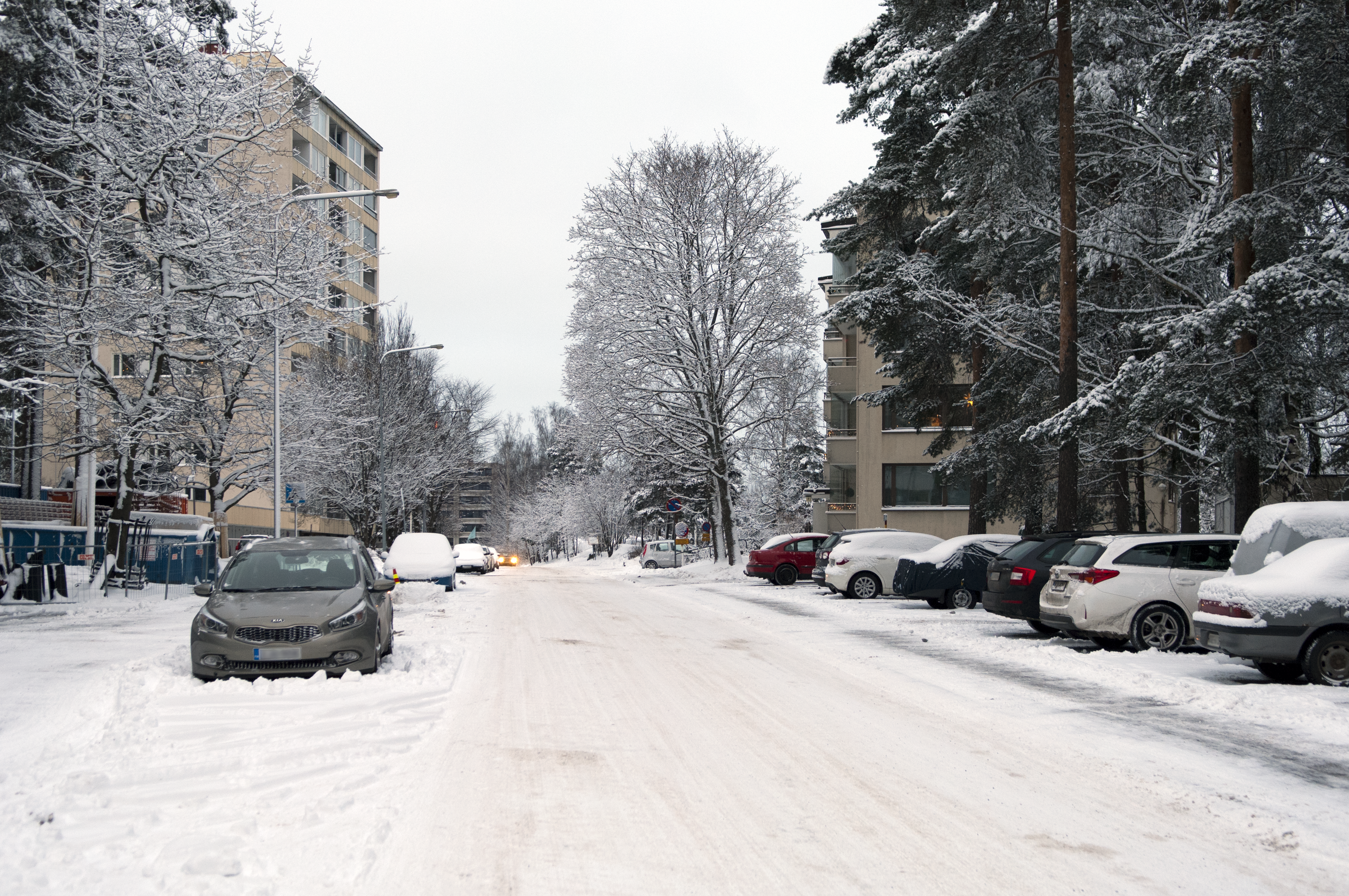
Näsudden
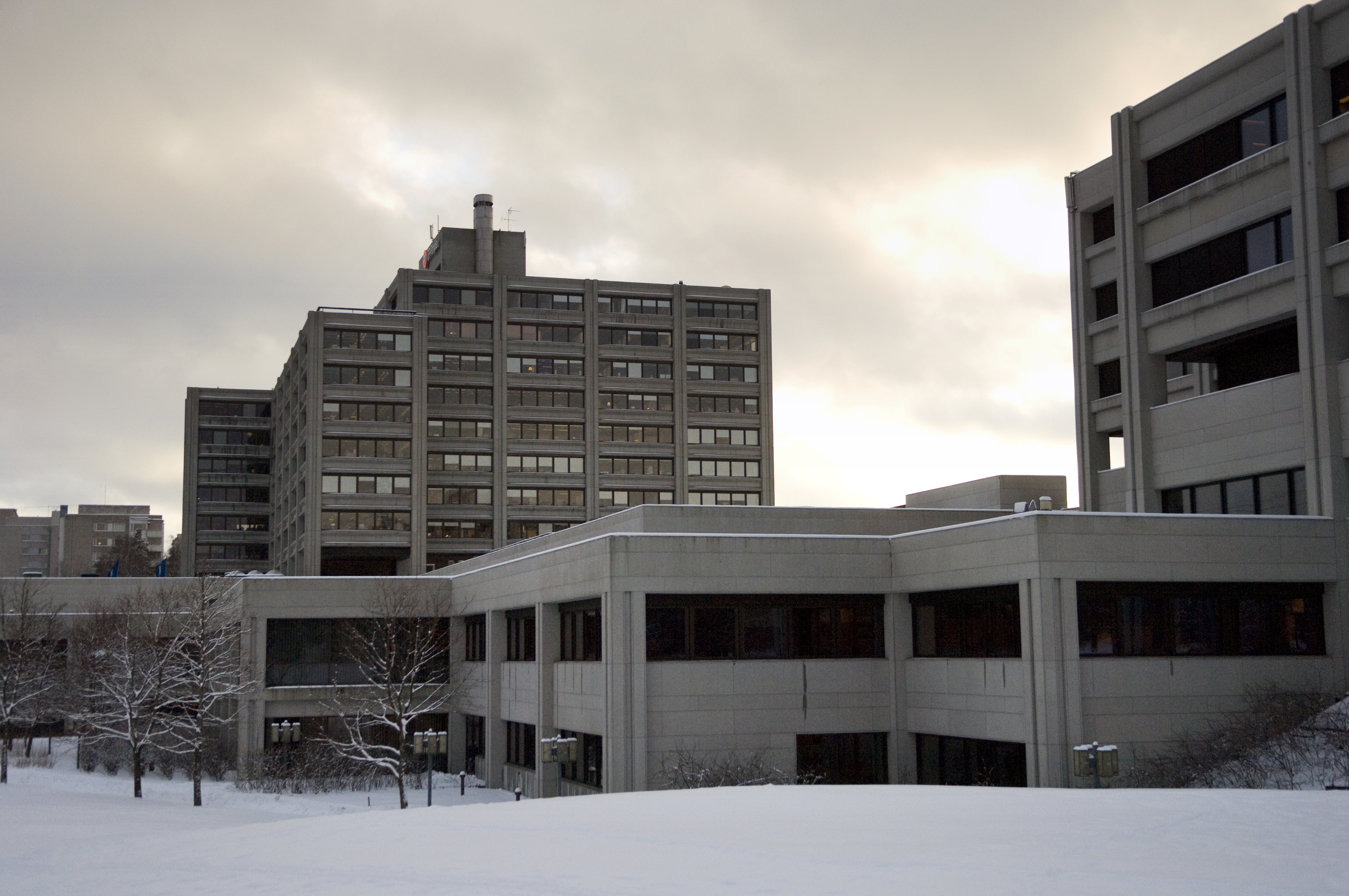
Pohjolas kontor